# Okręg wyborczy nr 61 do Senatu Rzeczypospolitej Polskiej
Okręg wyborczy nr 61 do Senatu Rzeczypospolitej Polskiej obejmuje obszar powiatów bielskiego, hajnowskiego, siemiatyckiego i wysokomazowieckiego (województwo podlaskie). Wybierany jest w nim 1 senator na zasadzie większości względnej.
Utworzony został w 2011 na podstawie Kodeksu wyborczego. Po raz pierwszy zorganizowano w nim wybory 9 października 2011. Wcześniej obszar okręgu nr 61 należał do okręgu nr 23.
Siedzibą okręgowej komisji wyborczej jest Białystok.

## Reprezentanci okręgu
| Rok  | Rok           | Senator                 | Komitet wyborczy          |
| ---- | ------------- | ----------------------- | ------------------------- |
|      | 2011          | Włodzimierz Cimoszewicz | KWW Cimoszewicz do Senatu |
|      | 2015          | Tadeusz Romańczuk       | Prawo i Sprawiedliwość    |
| 2019 | Jacek Bogucki |                         | Prawo i Sprawiedliwość    |
| 2023 | Anna Bogucka  |                         | Prawo i Sprawiedliwość    |

## Wyniki wyborów
Symbolem „●” oznaczono senatorów ubiegających się o reelekcję.

### Wybory parlamentarne 2011
| Kandydat                                                                                     | Kandydat                  | Komitet wyborczy           | Głosów | Głosów | Głosów |
| Kandydat                                                                                     | Kandydat                  | Komitet wyborczy           | Liczba | %      | +/–    |
| -------------------------------------------------------------------------------------------- | ------------------------- | -------------------------- | ------ | ------ | ------ |
|                                                                                              | Włodzimierz Cimoszewicz ● | KWW Cimoszewicz do Senatu  | 39 095 | 49,83  | –      |
|                                                                                              | Jan Dobrzyński ●          | Prawo i Sprawiedliwość     | 28 874 | 36,81  | –      |
|                                                                                              | Mikołaj Janowski          | Polskie Stronnictwo Ludowe | 10 482 | 13,36  | –      |
| Frekwencja: 45,45% Liczba głosów ważnych: 78 451 (97,79%) Źródło: Państwowa Komisja Wyborcza |                           |                            |        |        |        |

● Włodzimierz Cimoszewicz i Jan Dobrzyński reprezentowali w Senacie VII kadencji (2007–2011) okręg nr 23.

### Wybory parlamentarne 2015
| Kandydat                                                                                     | Kandydat          | Komitet wyborczy       | Głosów | Głosów | Głosów |
| Kandydat                                                                                     | Kandydat          | Komitet wyborczy       | Liczba | %      | +/–    |
| -------------------------------------------------------------------------------------------- | ----------------- | ---------------------- | ------ | ------ | ------ |
|                                                                                              | Tadeusz Romańczuk | Prawo i Sprawiedliwość | 39 607 | 54,63  | +17,82 |
|                                                                                              | Eugeniusz Czykwin | KWW Czykwin do Senatu  | 32 896 | 45,37  | –      |
| Frekwencja: 44,41% Liczba głosów ważnych: 72 503 (95,06%) Źródło: Państwowa Komisja Wyborcza |                   |                        |        |        |        |

### Wybory parlamentarne 2019
| Kandydat                                                                                     | Kandydat          | Komitet wyborczy                           | Głosów | Głosów | Głosów |
| Kandydat                                                                                     | Kandydat          | Komitet wyborczy                           | Liczba | %      | +/–    |
| -------------------------------------------------------------------------------------------- | ----------------- | ------------------------------------------ | ------ | ------ | ------ |
|                                                                                              | Jacek Bogucki     | Prawo i Sprawiedliwość                     | 48 257 | 56,53  | +1,90  |
|                                                                                              | Igor Łukaszuk     | KKW Koalicja Obywatelska PO .N iPL Zieloni | 32 059 | 37,56  | –      |
|                                                                                              | Aldona Skirgiełło | Samoobrona                                 | 5048   | 5,91   | –      |
| Frekwencja: 53,09% Liczba głosów ważnych: 85 364 (98,28%) Źródło: Państwowa Komisja Wyborcza |                   |                                            |        |        |        |

### Wybory parlamentarne 2023
| Kandydat                                                                                     | Kandydat         | Komitet wyborczy                           | Głosów | Głosów | Głosów |
| Kandydat                                                                                     | Kandydat         | Komitet wyborczy                           | Liczba | %      | +/–    |
| -------------------------------------------------------------------------------------------- | ---------------- | ------------------------------------------ | ------ | ------ | ------ |
|                                                                                              | Anna Bogucka     | Prawo i Sprawiedliwość                     | 46 935 | 46,94  | –9,59  |
|                                                                                              | Sławomir Snarski | KKW Koalicja Obywatelska PO .N iPL Zieloni | 38 980 | 38,98  | +1,42  |
|                                                                                              | Bartosz Malewski | Konfederacja Wolność i Niepodległość       | 14 084 | 14,08  | –      |
| Frekwencja: 67,29% Liczba głosów ważnych: 99 999 (97,77%) Źródło: Państwowa Komisja Wyborcza |                  |                                            |        |        |        |